# Joan I de Dreux
Joan I de Dreux (1215 - Nicòsia, 1249) va ser comte de Dreux i de Braine. Era fill de Robert III, comte de Dreux, i d'Elionor de Saint-Valery.
Armat cavaller per Lluís IX de França, va seguir aquest últim durant diverses guerres, primer contra els anglesos a Poitou (batalla de Taillebourg al 1242), després durant la Setena Croada el 1249. Va morir durant una escala al Regne de Xipre.
Es va casar al 1240 amb Maria de Borbó-Dampierre, filla de d'Arquimbald VIII el Gran, senyor de Borbó i Beatriu de Montluçon. Van tenir diferents fills:
- Robert IV de Dreux, comte de Dreux, de Braine i senyor de Montfort
- Iolanda, casada amb Amalric II, senyor de Craon, i posteriorment amb Joan II de Trie, comte de Dammartin
- Joan, templer